# Lukunor

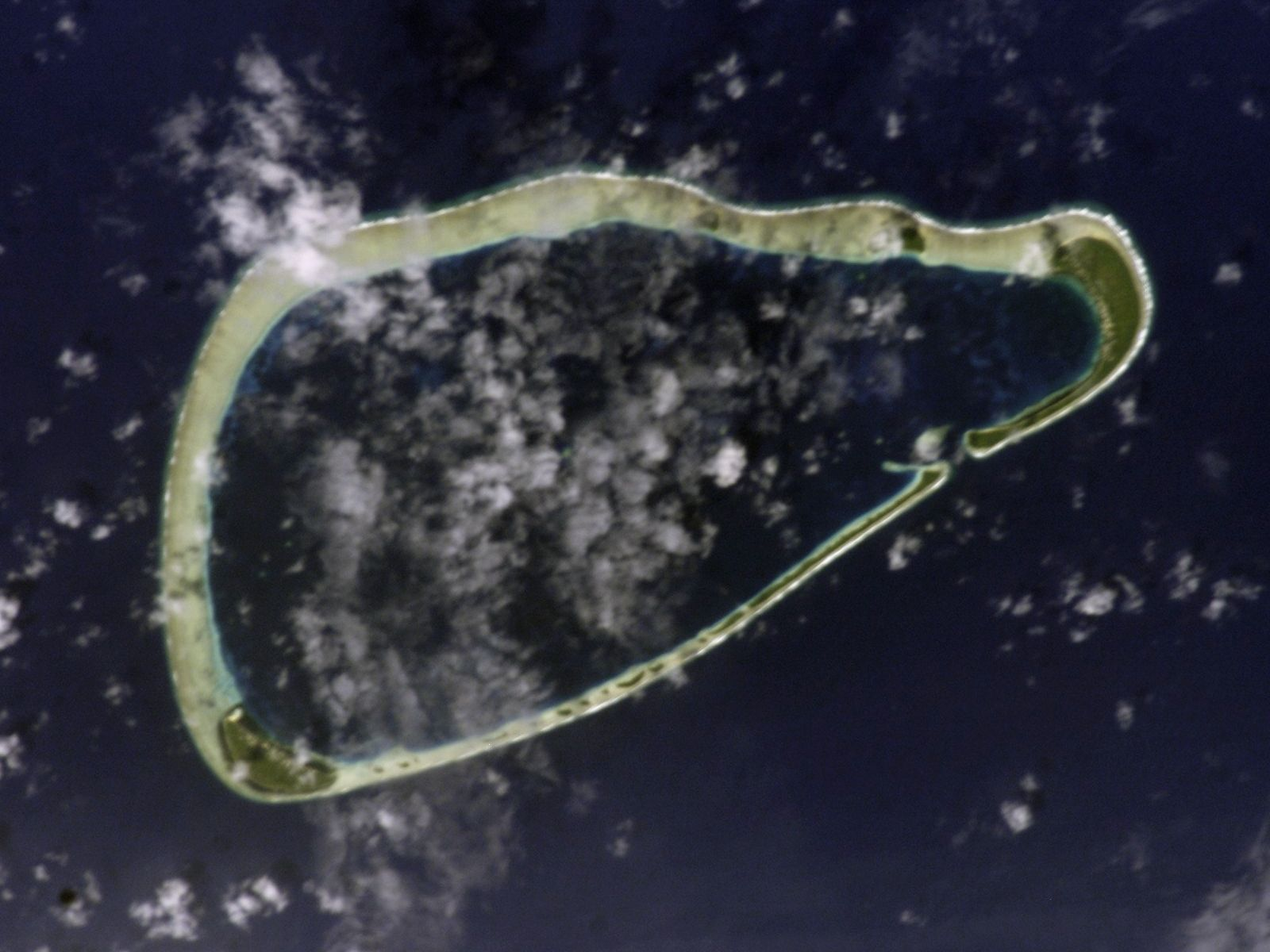
Satellietbeeld van Lukunor

Lukunor is een eiland in Micronesia, behorend tot de deelstaat Chuuk.
Het enige zoogdier dat er voorkomt is de vleermuis Pteropus phaeocephalus, en zelfs dat is onzeker.
Dublon · Eot · Ettal · Fala-Beguets · Fananu · Fefan · Kutu · Losap · Lukunor · Magur· Moch · Murilo · Nama · Namoluk · Nomwin · Onari· Oneop · Ono · Param · Pis-Losap · Pisaras · Pulap · Pulusuk · Puluwat · Romanum · Ruo · Satawan · Ta · Tamatam · Tol · Tsis · Udot · Ulul · Uman · Weno